# Iwan Wassiljewitsch Smirnow

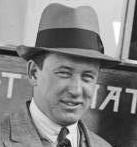
Iwan Smirnow (1929)

Iwan Wassiljewitsch Smirnow (russisch Иван Васильевич Смирнов, wiss. Transliteration Ivan Vasil'evič Smirnov; * 30. Januar 1895 in Wladimir; † 28. Oktober 1956 in Palma) war ein erfolgreicher Jagdflieger der Kaiserlich Russischen Fliegertruppe im Ersten Weltkrieg.

## Leben
Smirnow wurde als viertes Kind einer Bauernfamilie geboren. Er trat bei Kriegsausbruch in das Omsker 96. Infanterie-Regiment ein und gelangte bei Łódź erstmals an die Front. Nach persönlichen Berichten erlebte er dort wie seine Einheit als „Kanonenfutter“ gegen die deutschen Stellungen anrannte und von 90 Mann seiner Einheit nur 19 den Einsatz überstanden. Smirnow, inzwischen zum Korporal befördert, erhielt für seine Tapferkeit das Georgskreuz.
Nach einer schweren Verwundung weigerte sich Smirnow, sich den zerschmetterten rechten Fuß amputieren zu lassen und musste die Zeit vom 4. Dezember 1914 bis zum 4. April 1915 im Lazarett in Petrograd verbringen, wo er vom Fenster aus den Betrieb der Militärflugschule beobachten konnte. Durch Vermittlung einer Krankenschwester, einer Verwandten des Großfürsten Michail Alexandrowitsch Romanow, gelang ihm im August 1915 die kurzzeitige Aufnahme als Flugschüler in Gatschino. Von Oktober 1915 bis August 1916 wurde Smirnow dann an der Militärflugschule in Moskau ausgebildet.
Danach wurde er zur Fliegerstaffel („Eskadra“) des XIX. Korps in Lutzk versetzt, die von dem berühmten Flieger Alexander Alexandrowitsch Kasakow geführt wurde. Smirnoff übernahm zunächst ein Aufklärungsflugzeug. Bereits nach vier Tagen gelang es ihm, eine deutsche Aviatik aus einer Formation von drei Flugzeugen auszukurven und abzuschießen. Smirnow wurde daraufhin vom Staffelführer zum Sergeanten befördert und erhielt einen französischen Kampfeinsitzer Nieuport 11C1. Mit diesem Flugzeug errang er einen weiteren Sieg gegen einen deutschen Zweisitzer.
Als die Staffel auf neuere französische Flugzeuge des Typs Morane-Saulnier N mit synchronisiertem Frontal-MG und 110-PS-Motor umgerüstet wurde, markierten die Kampfflieger ihre Flugzeuge mit einem schwarz-weißen Totenkopf und wählten den Slogan „Tod oder Ehre“ als Leitspruch ihrer Einheit.
Kurz vor der Februarrevolution 1917 wurde die Staffel aus Galizien nach Iași an die rumänische Front verlegt, wo sie einen dicht verschneiten Flugplatz ohne Flugzeugschuppen beziehen musste.
Smirnow, inzwischen zum Fähnrich befördert, erzielte weitere Abschüsse, u. a. als es der Staffel 19 gelang, aus einer Formation von 20 deutschen Bombern sechs Maschinen abzuschießen.
Die Staffel erhielt im Laufe des Jahres leistungsfähigere Jagdflugzeuge des Zyps SPAD S.VIIC.1 mit 140 PS-Motor. Smirnows zwölfter und letzter Luftsieg erfolgte am 10. November 1917, danach führte der revolutionäre Zusammenbruch Russlands zum Rückzug. Der Flieger hatte zahlreiche hohe Tapferkeitsauszeichnungen erhalten, darunter das Georgskreuz der 1., 2., 3. und 4. Klasse, den St. Wladimir-Orden mit Schwertern, die Schwerter zum Georgskreuz, das französische Croix de guerre, den serbischen Weißer-Adler-Orden und andere.
Smirnow setzte sich nach Wladiwostok ab und gelangte auf Umwegen nach England, wo er in die Royal Air Force eintrat, zwar nicht mehr in den Fronteinsatz gelangte, aber auf Seiten des britischen Expeditionskorps in Russland gegen die Bolschewiki kämpfte.
Nach dem Krieg diente er noch eine Zeitlang der Weißen Exilregierung und arbeitete dann als Flieger in der belgischen Airline SNETA und später der niederländischen KLM.
1923 erregte Smirnow internationales Aufsehen, als er am 19. Oktober 1923 während eines Fluges für die KLM von Amsterdam nach London mit einem Flugzeug der Marke Fokker F.III auf einer Sandbank der Goodwin Sands, die ebbebedingt zeitweise über Wasser lag, notlanden musste. Er und seine Passagiere mussten, während sie bei steigender Flut auf den Flügeln der Maschine saßen, mehrere Stunden warten bis vorbeifahrende Schiffe sie entdeckten und retteten.
Im Zweiten Weltkrieg flog er als Hauptmann in der niederländischen Luftwaffe, wurde am 3. März 1942 in seinem Transportflugzeug während des Luftangriffs auf Broome von drei japanischen Zero-Jagdflugzeugen schwer verwundet und blieb nach einer Bruchlandung fünf Tage verschollen. Nach seiner Genesung flog er in der 317th Troop Carrier Group der USAAF im amerikanischen Hauptquartier in Brisbane/Australien.
Nach dem Krieg arbeitete er als Fluglehrer bei der KLM.

## Schriften
- Iwan Smirnoff: een leven vol avontuur, 1959.